# Île aux Nattes
L'île aux Nattes, aussi appelée Nosy Nato en malgache (car l'appellation l'île aux Nattes est une francisation du nom malgache Nato [natou]), est une petite île de l'océan Indien située à la pointe sud de l'île Sainte-Marie et donc au large de la côte orientale de Madagascar, dont elle dépend. Comme sa voisine du nord, elle relève administrativement de la province de Tamatave.
L'île est sans voitures ni réseaux d'eau et d'électricité et sa population est d’environ 1500 habitants.
Agniribe en est l'unique commune.

## Galerie

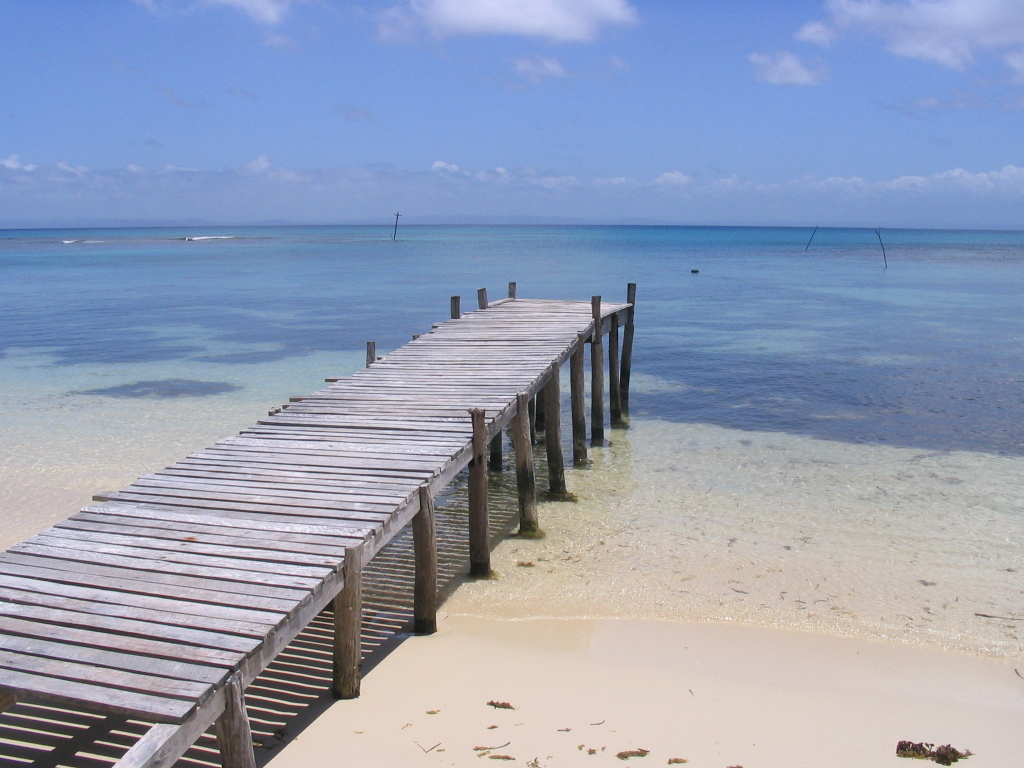
Ponton sur l'île aux Nattes.
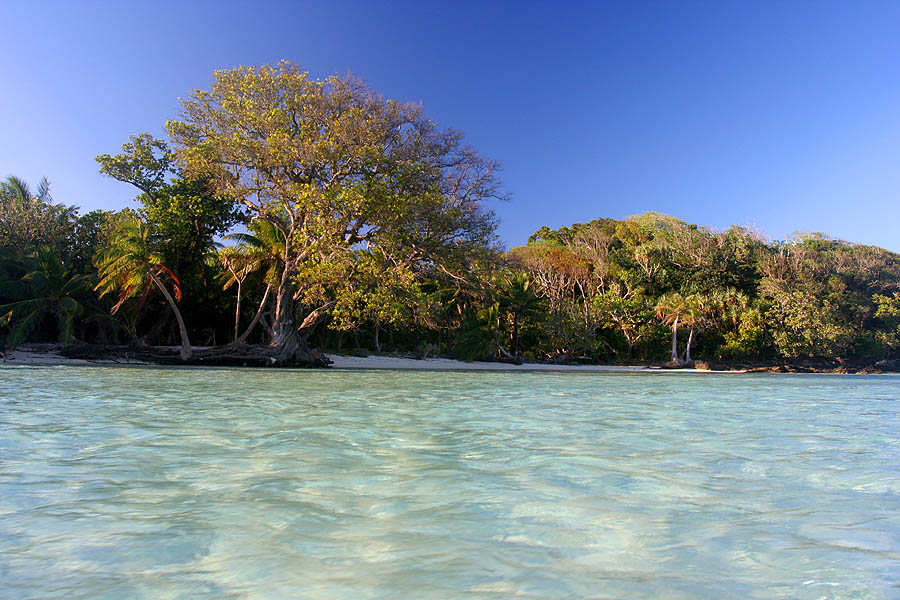
Plage de l'île aux Nattes.
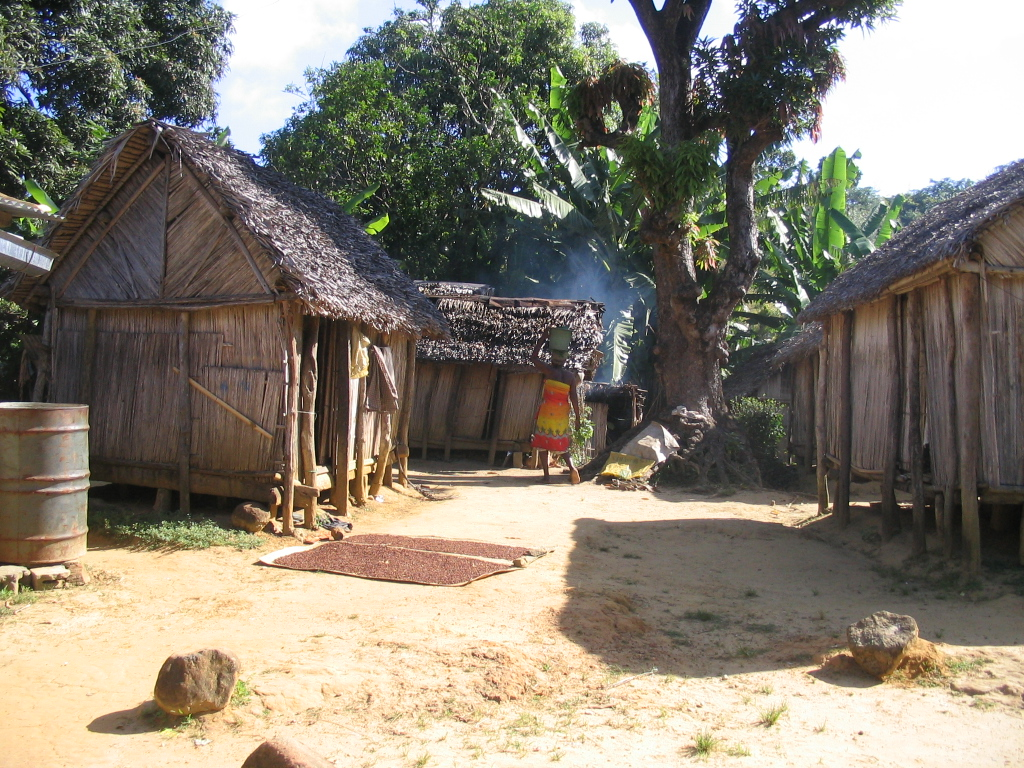
Village sur l'île aux Nattes.
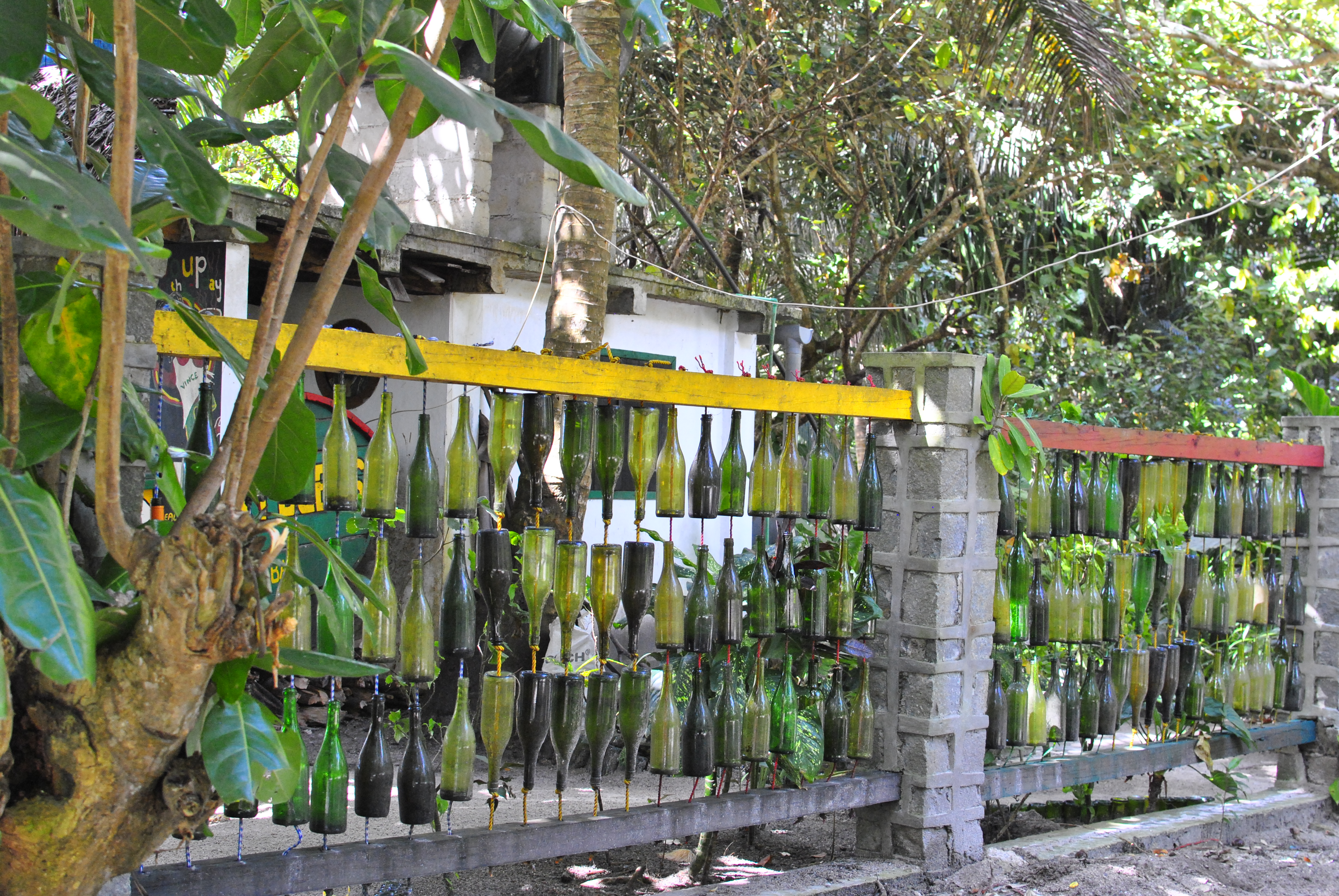
Recyclage, Écoconception dans le village de l'île aux Nattes, Sainte-Marie, Madagascar.
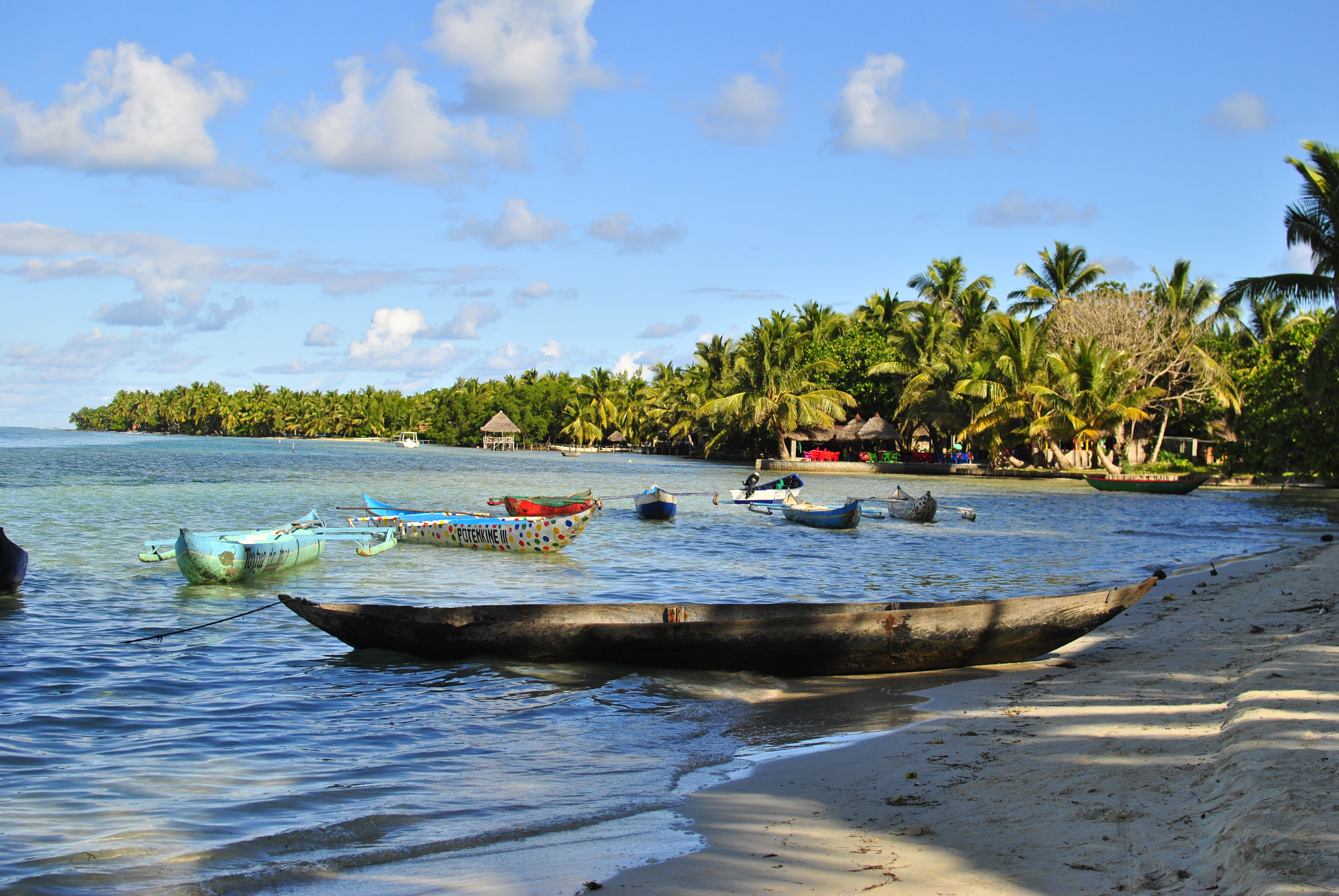
Pirogues de l'île aux Nattes, Sainte-Marie, Madagascar.
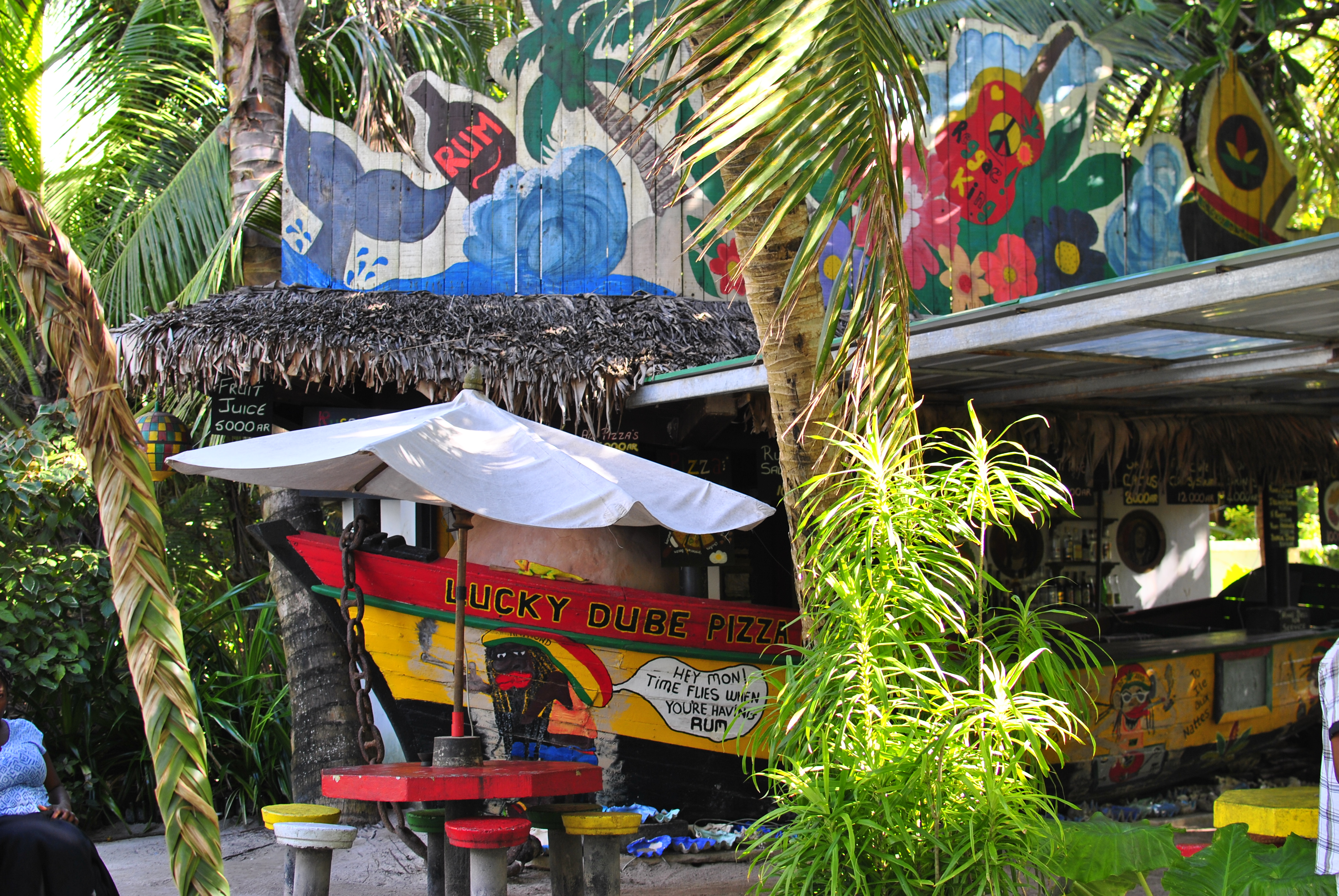
Ambiance tropicale sous les cocotiers, île aux Nattes, Sainte-Marie, Madagascar.
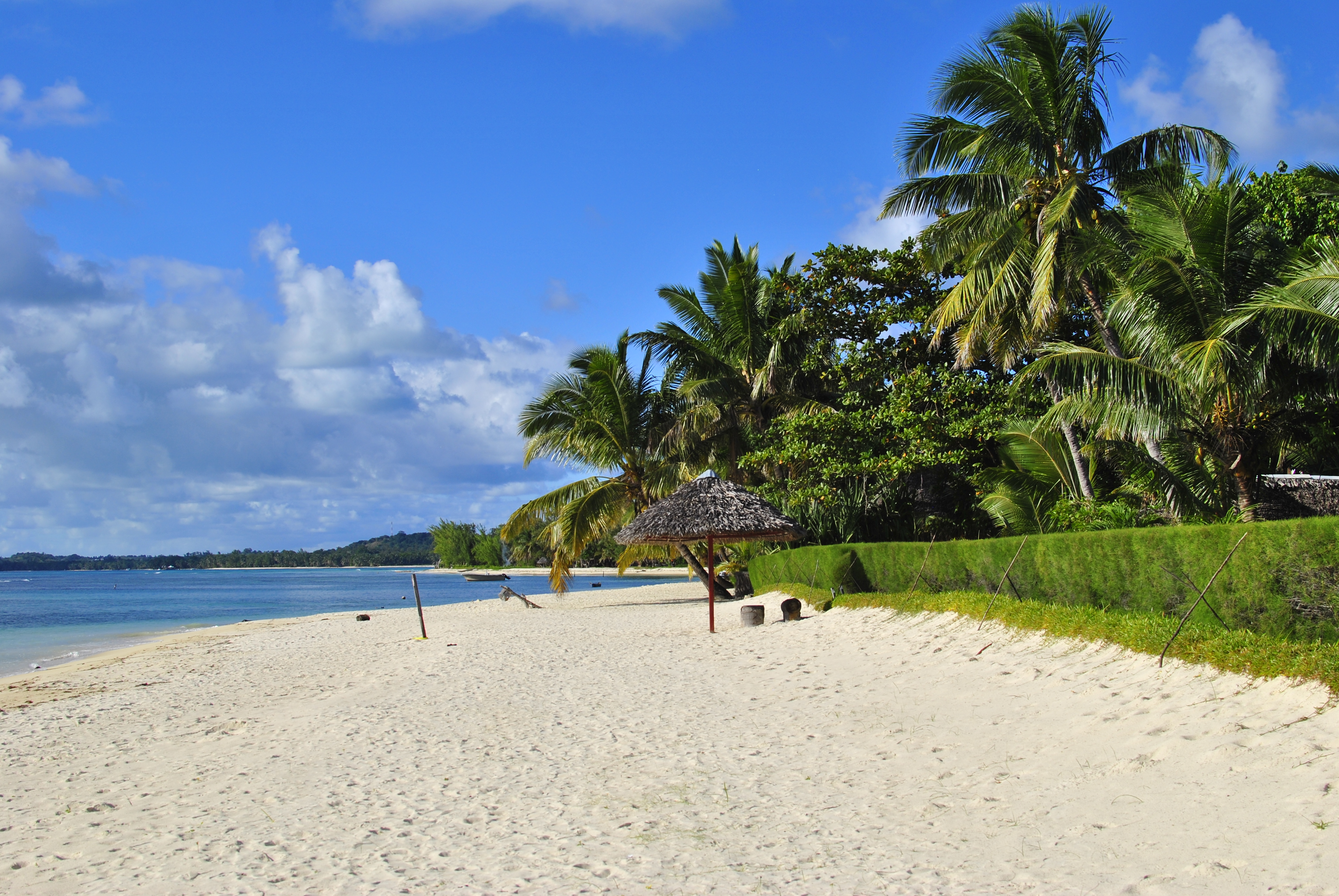
Plage de l'île aux Nattes, Sainte-Marie, Madagascar.
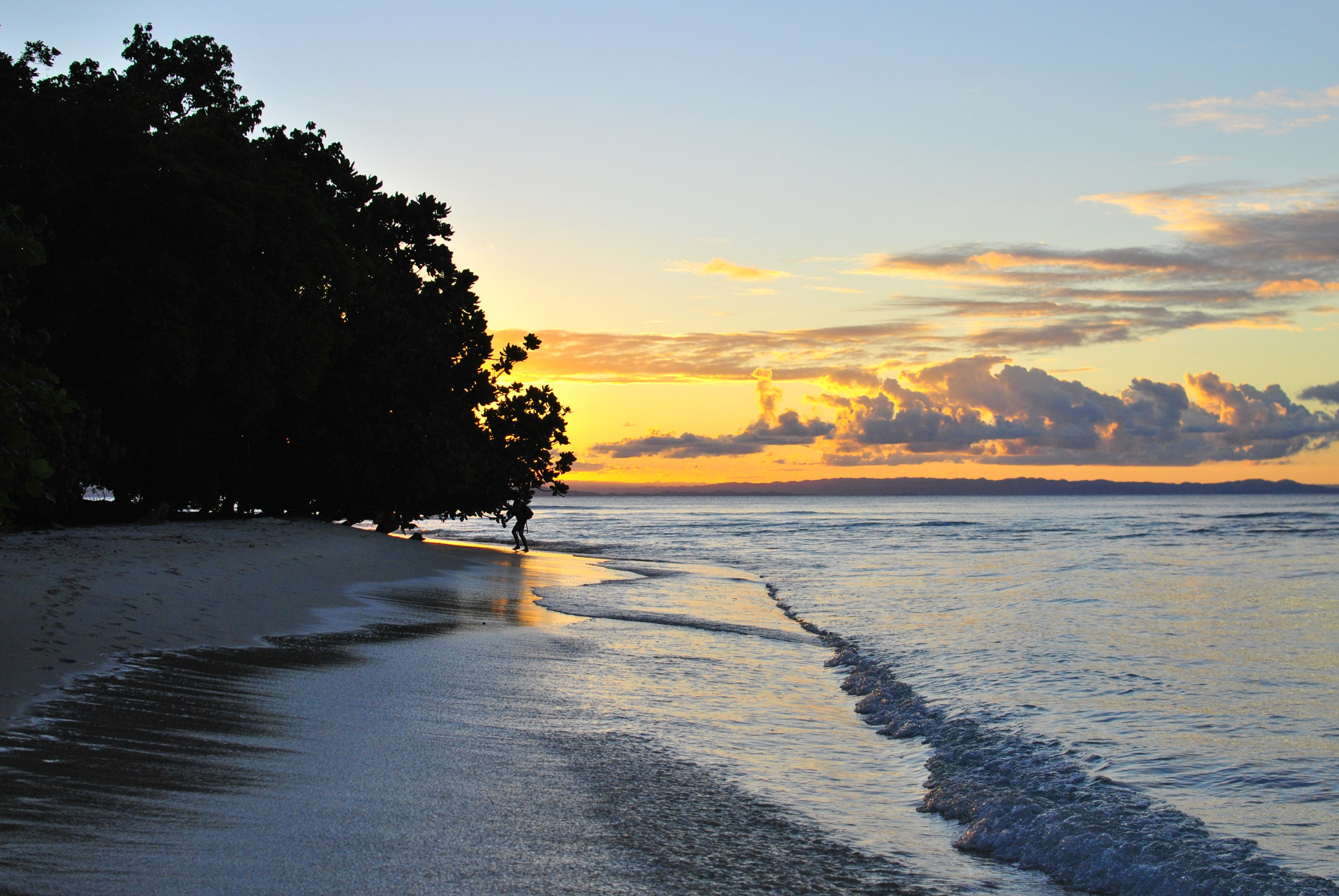
Ambiance en or sous le soleil couchant, Sainte-Marie, Madagascar
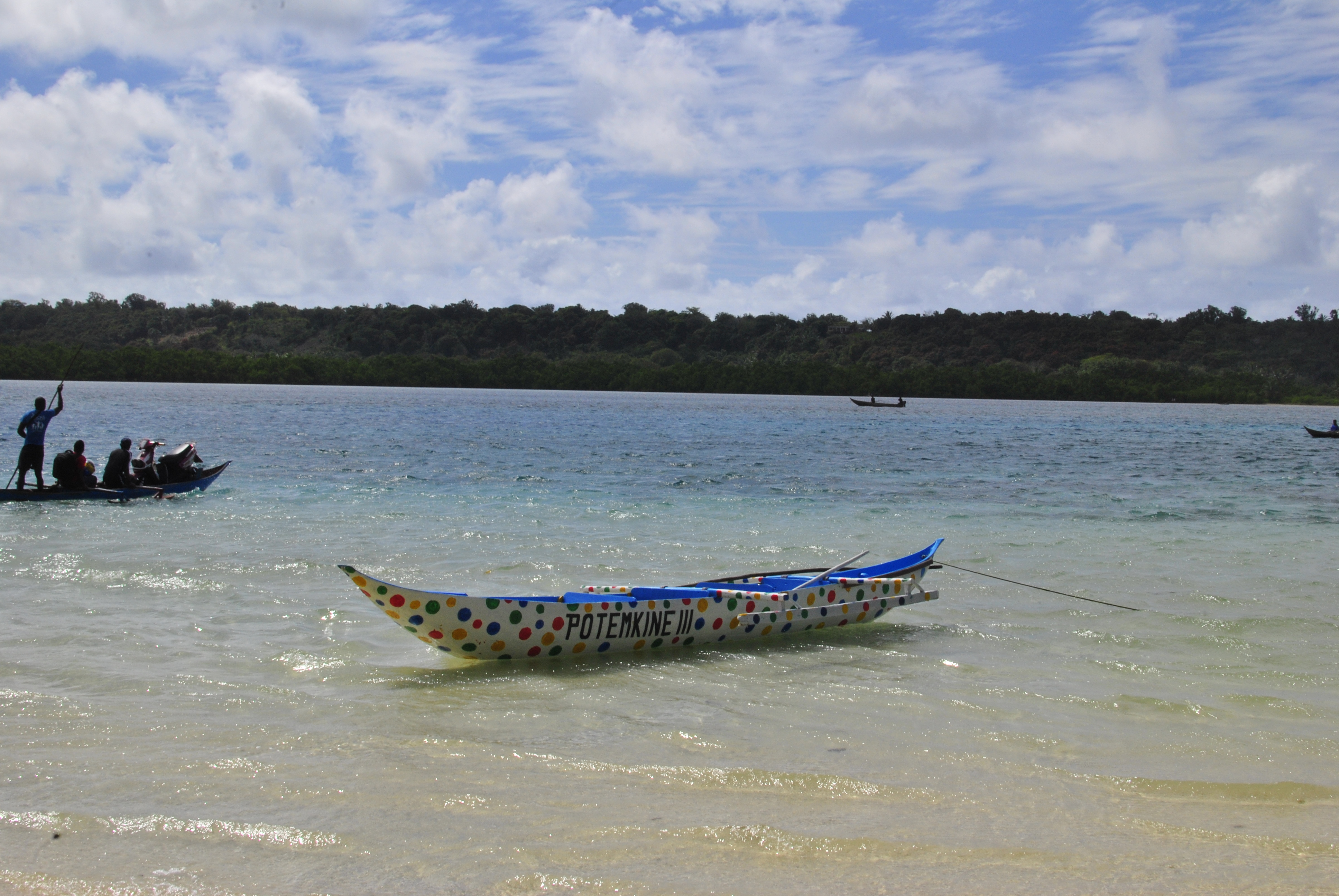
Pirogue colorée, un moyen de transport entre l'île Sainte-Marie et l'île aux Nattes.
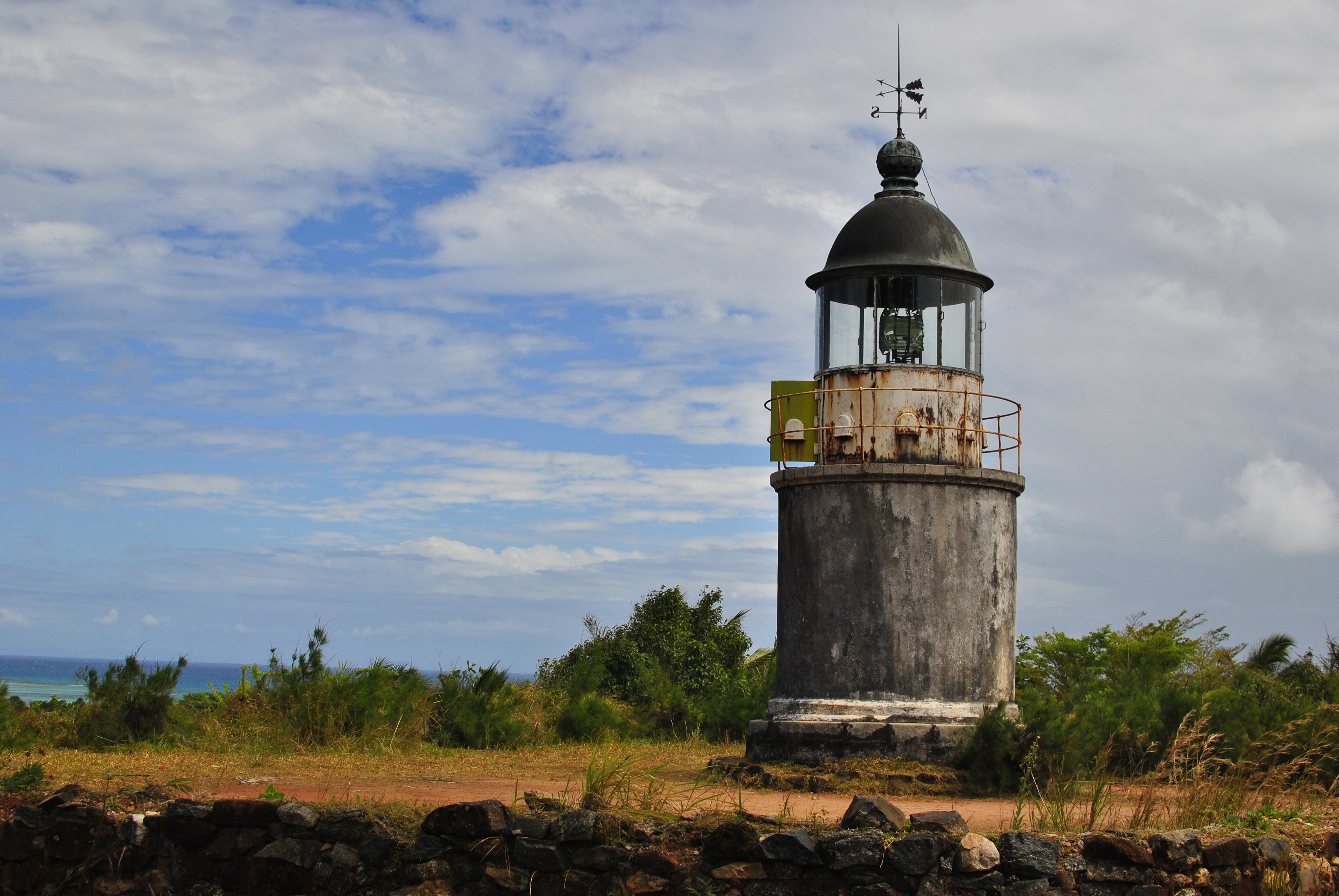
Phare au sud de Sainte-Marie, Madagascar